# Pavel Projsa
Pavel Projsa, vlastním jménem Josef Pavel Projsa, pseudonym Václav Čech (17. dubna 1860 Boreč u Mladé Boleslavi – 13. září 1922 Praha) byl český prozaik, novinář, redaktor a překladatel z francouzštiny, italštiny a angličtiny. Vlastní díla psal pod pseudonymem.

## Život
Narodil se v Borči nedaleko Bělé pod Bezdězem, v rodině sedláka Jana Projsy a Anny rozené Maškové. Oženil se s Františkou Lorberovou (1871), se kterou měl tři děti: Vladislava (1891), Zdenku (1893) a Jaromíra (1904).
Studoval reálku v Kutné Hoře a poté polytechniku v Praze. Poté začal pracovat jako novinář a pozdější redaktor listu Hlas Národa v Praze, rovněž se věnoval i beletristické tvorbě. Posléze se vyprofiloval především jako překladatel francouzských a italských literátů. Mj. pořídil řadu prvních českých překladů Julese Claretieho, Honoré de Balzaca, Guye de Maupassanta (okolo 200 jeho drobných povídek) či Julese Vernea z francouzštiny, či Giovanniho Vergy nebo Antonia Fogazzara z italštiny. Jeho překlady byly soudobou kritikou hodnoceny jako stylisticky kvalitní a propracované.
Pavel Projsa zemřel 13. září 1922 v Praze.

## Dílo

### Romány
- Prušáci v Praze: původní román z r. 1866 – illustroval Josef Ullrich. Praha: Národní tiskárna a nakladatelství (NTN), 1896
- Sirena: román ze současných poměrů českých – illustroval J. Ullrich. Praha: Pražský illustrovaný Kurýr, 1897?
- Ztracený testament: původní román ze sociálních poměrů pražských. Díl 1 – Praha: NTN, 1898
- Ztracený testament: původní román ze sociálních poměrů pražských. Díl druhý – illustroval J. Ullrich. Praha: NTN, 1899
- Zločin tajného oddělení: román vyděděnky z rodinného krbu – Praha: NTN, 1900
- Třetí generace – Praha: Národní politika, 1938

### Překlady
- Plukovník Chabert; Za opatrovanství – Honoré de Balzac. Praha: Alois Hynek, 1888
- Krevní msta: povídka – Honoré de Balzac. Praha: NTN, 1889
- Doktor neznaboh: román – Georges Ohnet. Praha: NTN, 1889
- Zločincova otrokyně: román – Jules Claretie. Praha: vlastním nákladem, 1890
- Olivový sad a jiné novelly – Guy de Maupassant. Praha: František Šimáček, 1891
- Lydia: novella – Grazia Pierantoni-Manciniová. Praha: F. Šimáček, 1891
- Horla a jiné novelly – Guy de Maupassant; s předmluvou Jaroslava Vrchlického. Praha: I. L. Kober, 1892
- Humoristické novelky – Guy de Maupassant. Praha: I. L. Kober
- Vybrané povídky – Guy de Maupassant. Praha: Jaroslav Pospíšil, 1892
- Věrolomná: román – Guy de Maupassant. Praha: v. n., 1894
- Zbabělec a jiné novely [V baráku; Odpuštění; Lítost; Krevní msta; Po čtyřech letech; Noc] – Guy de Maupassant. [Obsahuje přívazky: Před odjezdem – Enrico Castelnuovo; Veselé črty – A. Gruzińskij; Archibald Malmaison – Julian Hawthorne; Dcery Eviny – Vadnai Károly; Červený květ a jiné novely – Vsevolod Garšín; Ta třetí – Henryk Sienkiewicz; Člověk v dvojí osobě a jiné novely – A. Filon; Povídky z Finska – Juho Reijonen]. Praha: F. Šimáček, 1894
- Svěcené kočičky a jiné novelky – François Coppée. Praha: F. Šimáček, 1895
- Povídky – François Coppée. Praha: Edvard Grégr, 1896 [158 s.]
- Zlodějka: povídka – Georges Ohnet. Praha: Jan Otto, 1896
- Svědomí vrahovo – Guy de Maupassant. Praha: J. R. Vilímek, 1898
- Poctivý zločinec – Francois Coppée; illustroval Josef Ullrich. Praha. NTN, 1899
- Povídky – François Coppée. Praha: J. Otto, 1899 [219 s.]
- Dosia – Henry Gréville. Praha: J. Otto, 1899
- Farář tourský a jiné povídky – H. Balzac; přeložili Lothar Suchý, František Grepl a Pavel Projsa. Praha: J. R. Vilímek, 1900–
- Dědictví – Guy de Maupassant. Praha: J. Otto, 1900
- Slečna Perla: novely – Guy de Maupassant. Praha: J. R. Vilímek, 1900
- Hrabě de Monte-Christo – Alexandre Dumas; illustroval Věnceslav Černý. Praha: A. Hynek, 1901–1921
- Sám a sám a jiné povídky – Guy de Maupassant. Praha: J. Otto, 1902
- Hřích abbého Moureta – Émile Zola. Praha: Hejda a Tuček, 1902
- Záhada člověka: úvod ve studium tajných věd – Karl du Prel. Praha: Hejda a Tuček, 1904?
- V bludišti vášně: román – Emil Gaboriau. Praha: I. L. Kober, 1905
- Úklad a jiné novely: z literární pozůstalosti Guy de Maupassanta – Praha: Máj, 1906
- Blokadou: romanetto – Jules Verne. Praha: A. Hynek, 1906
- Plovoucí město – Jules Verne. Praha: A. Hynek, 1906
- Yvetta – Guy de Maupassant. Praha: J. Otto, 1909
- Sestry Rondoliovy a jiné povídky – Guy de Maupassant. Praha: J. Otto, 1909
- Zbytečná krása a jiné povídky – Guy de Maupassant. Praha: J. Otto, 1909
- Patnáct povídek – Marcel Prévost. Praha: J. Otto, 1910
- Dcera emirova – Jules Claretie; in: 1000 nejkrásnějších novel... č. 6. Praha: J. R. Vilímek, 1911
- Indická chatrč – J. H. Bernardin de Saint-Pierre. Praha: A. Hynek, 1912
- Nebešťan a jeho svízel i štěstí – Jules Verne. Praha: Edvard Beaufort, 1912
- Ochotný Bůh – Čeng-Ki-Tong; z francouzštiny; in: 1000 nejkrásnějších novel... č. 27. Praha: J. R. Vilímek, 1912
- Dva mučedníci – Félix Pyat; in: 1000 nejkrásnějších novel... č. 39. Praha: J. R. Vilímek, 1912
- Paměti hubičky – Jules Noriac. Praha: J. Otto, 1913
- Sever proti Jihu – Jules Verne. Praha: A. Hynek, 1914
- První milion – Mark Twain; s ilustracemi Josefa Ulricha, 1914
- Na železničních kolejích – Georges Lys; in: 1000 nejkrásnějších novel... č. 87. Praha: J. R. Vilímek, 1915
- Oběšencovy housle – Émile Erckmann a Louis Chatrian; in: 1000 nejkrásnějších novel... č. 97. Praha: J. R. Vilímek, 1916
- Gamin – Charles Buet; in: 1000 nejkrásnějších novel... č. 102. Praha: J. R. Vilímek, 1916
- Ocelový olbřím – Jules Verne. Praha: A. Hynek, 1919